# Stenoloba
Stenoloba is een geslacht van vlinders van de familie Uilen (Noctuidae), uit de onderfamilie Acontiinae.

## Soorten
- S. assimilis Warren, 1909
- S. basiviridis Draudt, 1950
- S. clara Leech, 1889
- S. elegans Prout, 1928
- S. ferrimacula Hampson, 1906
- S. glaucescens Hampson, 1894
- S. jankowskii Oberthür, 1884
- S. manleyi Leech, 1889
- S. marina Draudt, 1950
- S. oculata Draudt, 1950
- S. prasinana Warren, 1913
- S. punctistigma Hampson, 1894
- S. robusta Prout, 1928
- S. simplicilinea Warren, 1913
- S. umbrifera Hampson, 1918